# Hastings (Pensilvania)
Hastings es un borough ubicado en el condado de Cambria en el estado estadounidense de Pensilvania. En el año 2000 tenía una población de 1,398 habitantes y una densidad poblacional de 959 personas por km².

## Geografía
Hastings se encuentra ubicado en las coordenadas 40°39′56″N 78°42′43″O / 40.66556, -78.71194.

## Demografía
Según la Oficina del Censo en 2000 los ingresos medios por hogar en la localidad eran de $25,192 y los ingresos medios por familia eran $33,462. Los hombres tenían unos ingresos medios de $28,125 frente a los $16,786 para las mujeres. La renta per cápita para la localidad era de $13,429. Alrededor del 13.1% de la población estaba por debajo del umbral de pobreza.